# Coelichneumon decrescens
Coelichneumon decrescens là một loài tò vò trong họ Ichneumonidae.